# Іван Кантій Шептицький
Граф Іван (Ян) Кантій Реміґій Шептицький гербу власного (пол. Jan Kanty Remigian Szeptycki; 1 жовтня 1836, Прилбичі — 13 листопада 1912, там само) — галицький великий землевласник, громадсько-політичний діяч, австрійський спадковий граф. Посол до Галицького крайового сейму з І-ї курії великої земельної власности. Представник аристократичного роду Шептицьких. Батько митрополита УГКЦ Андрея Шептицького (хоча його батько Іван був римо-католиком).

## Життєпис
Батько — Петро Павло Леопольд Шептицький (1808–43), член Галицького станового сейму з 1839. Мати — дружина батька Ружа Тереза Коссецька. За родинними переказами, правдоподібно Ян Баптист Шептицький (1770—1831), дід І. К. Шептицького став римо-католиком. Його стрийком був Йосиф Гаврило Шептицький (1806—1855, член Галицького станового сейму).
У 1848–54 навчався у Другій вищій гімназії (відома також як Домініканська) у Львові, однак іспит зрілости склав екстерном у 1856. Як надзвичайний слухач розпочав студії на філософському відділі Львівського університету, однак після першого року перервав навчання через необхідність розпоряджатися доволі значним маєтком (Прилбичі, Брухналь, Дев'ятники, Ятв'яги, Кологори), яким управляла мати-удова. У 1871 році отримав графський титул.
1901 року одноголосно знову обраний послом до Галицького крайового сойму з курії сільських гмін у виборчому окрузі Яворів.
Посол третьої й четвертої каденцій австрійського парламенту (1870—1873) від Сойму, представляв судові повіти Перемиського округу (Перемишль, Нижанковичі, Ярослав, Сенява, Радимно, Яворів, Краковець, Мостиська, Судова Вишня).

### Сім'я

Герб графів Шептицьких

Дружина — графиня Зофія Фредро (шлюб — 1 жовтня 1861 в костелі бернардинів у Львові), донька відомого польського письменника графа Александера Фредра, який посідав маєтності на Львівщині, у Львові, його пам'ятник стояв у місті навпроти сучасної вулиці Фредрів до 1939 року. Діти:
- Стефан (1862—1864);
- Юрій (Єжи) Петро (1863—1880);
- Роман Марія Олександр, більше відомий як митрополит Андрей — предстоятель УГКЦ;
- Александер Марія Домінік;
- Станіслав Марія Ян — генерал-поручник Війська Польського;
- Казимир Марія, більше відомий як Климентій — блаженний священномученик УГКЦ;
- Леон (1877—1939) — розстріляний НКВС разом із дружиною Ядвігою та священником Маріушем Скібнєвським в родинному маєтку у Прилбичах.